# Rosa García Ascot
Rosa García Ascot (Madrid, 8 de abril de 1902 - Torrelaguna, 2 de mayo de 2002) fue una compositora y pianista española, única mujer integrante del denominado Grupo de los Ocho. 

## Vida
De familia acomodada, hija de un abogado de Toledo y de una madre natural de Tortosa, pianista aficionada y amiga del músico Felipe Pedrell, que detectó las habilidades precoces de la joven Rosita y la recomendó a Enrique Granados. A la muerte de este, Pedrell le aconsejó tomar clases con Manuel de Falla, que la admitió como discípula.

García Ascot tuvo una gran actividad como solista de conciertos y recitales durante los primeros diez años de su carrera. En 1921 acompañó al propio Manuel de Falla en el estreno parisino de la versión para piano a cuatro manos de su virtuosística Noches en los jardines de España.
Aquellas primeras clases con Falla, de mis temores, de mi vergüenza y mi pudor de pequeña compositora al descubrir mis obritas al maestro y del cariño y la paciencia con queme escuchaba. Lo estoy viendo y me veo temblando, aunque todo se haya convertido ya en serena placidez y callada sonrisa. Así lo vivo ahora, No hay miedo ni temblor y sí gozo y placentera calma por haber vivido aquellos días inolvidables y también por poder recordarlos en estos días de con total frescura y delectación, aunque con una pizca de nostalgia. No echo de menos los conciertos porque tenía mucho, muchísimo miedo, y pasaba muy malos ratos y unas angustias de muerte, pero sí echo de menos aquella vida encantadora y llena de sucesos gratos y conmovedores. Reuniones musicales, reuniones con poetas, reuniones vivificantes. Era un vivir para llenar el alma... (extracto de Nuestros trabajos y nuestros días, citado en El Correo Gallego)
En 1933 se casó con el también compositor y musicólogo Jesús Bal y Gay, al que acompañó mientras ejercía de lector de español en Cambridge (1935-1938). Al estallar la guerra civil, Bal y Gay emigró a México mientras ella tomaba clases con Nadia Boulanger en París: la pareja se reunió en México unos años más tarde.
Allí, junto con Vera Strawinsky, la pareja García Ascot-Bal y Gay fundó la galería de arte privada Diana, donde expusieron artistas como Leonora Carrington, la también exiliada española Remedios Varo, y artistas locales como Lucinda Urrusti, Ángela Gurría o Pedro Friedeberg.
En 1965 regresaron a España, en cuya vida pública su marido se reintegró parcialmente, mientras las apariciones públicas de ella fueron poco frecuentes y siempre en circunstancias muy especiales. Elaboró junto a Bal y Gay el libro de memorias Nuestros trabajos y nuestros días (Fundación Banco Exterior de España, 1990). Murió en una residencia de ancianos un mes después de cumplir 100 años.

## Obra
Fue la única mujer del conocido Grupo de los Ocho, al que pertenecieron Julián Bautista, Ernesto Halffter y su hermano Rodolfo, Juan José Mantecón, Fernando Remacha, Salvador Bacarisse y Gustavo Pittaluga. García Ascot estrenó y divulgó la producción pianística de sus compañeros y la suya propia.
Una parte considerable de su obra, de orientación neoclasicista, permanece inédita. En los últimos tiempos, sin embargo, se está reponiendo la música que se salvó de la destrucción, en parte gracias a tareas de restauración, como la de su Suite para orquesta, de la que sólo restaban las particellas instrumentales, y que se reestrenó en 1992. Una colección de piezas para piano fue editada en 2020 por el musicólogo canario Ignacio Clemente, ya que habían sido conservadas por María Teresa Heredia, heredera y amiga de la compositora y a la vez pariente del investigador. Otros títulos notables son: Preludios, Petite Suite y Tango, para piano, y una danza para guitarra, La Española.

## Discografía
- Obras para piano del Grupo madrileño de los 8. Ainhoa Padrón, piano. Serie El patrimonio musical hispano, 24. Sociedad Española de Musicología, 2010. Incluye: Petite Suite.
- Spanish Guitar Music Around 1930. Yiannis Efstathopoulos, gitarra. Incluye: Española.
- Piano Tribute to Rosa García Ascot. Ignacio Clemente Estupiñán, piano. Orpheus Classical, 2020.